# Ross 308 - Turbokylling
Ross 308, også kendt som turbokylling, er en af de mest udbredte kyllingeracer inden for den kommercielle fjerkræindustri definerer turbokylling som en slagtekylling er en race, der er opdrættet til at vokse sig stor på meget kort tid. 
Racen er fremavlet til at vokse fra 50 gram til over 2 kilo på 33 dage. 

## Turbokyllinger i Danmark
I 1950'erne og 1960'erne gennemgik produktionen af slagtekyllinger i Danmark en gennemgående industrialisering, hvor avlere begyndte at krydse forskellige kyllingeracer for at kunne producere mere kød på kortere tid. Dette resulterede bl.a. i racen Ross 308 (turbokylling), som udgør størstedelen af de slagtekyllinger, der i dag produceres i Danmark.
I 1950'erne vejede en slagtekylling der var 28 dage gammel gennemsnitligt 316 gram, hvor den i dag vejer 1573 gram ved samme alder. En slagtekylling vokser derfor næsten 5 gange så hurtigt i dag, som den gjorde for 60 år siden. 
Kyllingerne går i haller med 20-40.000 andre kyllinger. Lyset i stalden er ofte kunstigt, selvom forskning har vist, at kyllinger har bedre af naturligt lys, der også indeholder ultraviolet lys. 

## Kritik
Opdræt af turbokyllinger har fået hård kritik fra en række danske dyreværnsorganisationer. Særligt dyreværnsforeningen Anima har gennem en lang årrække advokeret for en total udfasning af den hurtigvoksende kylling, og ført kampagne for at få turbokyllingen ud af de danske supermarkeder, restauranter og convenience-stores. 
Anima har ofte kritiseret produktionen af turbokyllinger for dens lave niveau af dyrevelfærd, da kyllingerne lider af en række velfærdsproblemer som bl.a. vejrtrækningsproblemer, gangbesvær og organsvigt. En af de sygdomme man har knyttet til den hurtige vækst er også det såkaldte Sudden Death Syndrome, hvor kyllingerne pludselig dør af hjertestop.   
De mange velfærdsproblemer lå også til grund for, at den danske stat i 2023 besluttede at droppe turbokylling på stats-niveau efter, at et bredt flertal blev enige om fire forskellige initiativer Arkiveret 31. oktober 2023 hos  Wayback Machine, der skulle forbedre dyrevelfærden og bidrage til at reducere produktionen af hurtigvoksende slagtekyllinger.